# Fidel Ilizastigui Dupuy
Fidel Enrique Ilizástigui Dupuy (23 de marzo de 1924 - 14 de febrero de 2005). Doctor en Ciencias Médicas, Profesor Titular de Medicina, Profesor de Mérito, maestro e investigador.
La extraordinaria vida académica y pensamiento prolífero del destacado Profesor Universitario, Dr. Fidel Enrique Ilizástigui Dupuy, es fiel reflejo del desarrollo de la Educación Médica Superior en Cuba. El eminente profesor falleció el 14 de febrero de 2005, a la edad de 80 años, dejaba de existir a consecuencia de las secuelas de una enfermedad cerebro- vascular.
"Es difícil definir en qué área entre la asistencia, la investigación y la docencia se destacó más el Profesor Ilizástigui. Sería imposible, pues las desarrolló todas admirablemente y con gran dedicación, pero, sin dudas, que la labor pedagógica fue siempre su gran pasión y era tal su maestría y elocuencia que cada frase e intervención suya era una enseñanza para sus interlocutores", palabras tomadas de semblanza de homenaje escrita por el Dr. Luis Alberto Pichs García en la representando al Instituto de Superior de Ciencias Médicas de La Habana.

## Obra Docente

### La Universidad de La Habana y su facultad de Medicina
Su carrera docente la inició en la Cátedra de Bacteriología como alumno ayudante, 1945-1946, y pasó con igual categoría a la Cátedra de Patología Médica de 1946-1951. Ya graduado, ocupó la posición de Ayudante de la Cátedra de Clínica en el período de 1952 a 1959, actividad docente no remunerada en aquel entonces.
En 1960 es nombrado entonces Profesor Interno de Medicina y, posteriormente, por concurso, en 1962, Profesor de Medicina. En estos años, desempeñó cargos docentes y administrativos que le permitieron iniciar la integración de las estructuras docentes y asistenciales e influir poderosamente en el desarrollo de la Educación Superior. De 1960 a 1964, fue jefe del Subdepartamento de Medicina Interna de la Escuela de Medicina y en 1965 al constituirse los departamentos independientes por asignaturas fue Jefe del Departamento de Medicina Interna de la Facultad de Medicina y del Hospital Universitario Calixto García hasta 1968. Su extraordinaria capacidad de trabajo determinó que durante el mismo período simultaneara el cargo de Secretario de la Escuela de Medicina.
De 1969 a 1971, ejerció el cargo de Subdirector Docente de la Escuela de Medicina y de 1971 a 1972 Jefe del Departamento de Pedagogía Médica de la Facultad de Medicina, desarrollando una intensa labor en la preparación pedagógica de los profesores, identificando las tendencias mundiales más avanzadas en ese campo, atemperándolas a nuestra realidad y necesidades, obra que continuaría realizando a través de toda su vida. Durante este período, elaboró el diseño y ejecución de un plan de estudios de Medicina, basado en una organización diferente a la tradicional que recibió el nombre de Plan Integrado y que se implantó en la Facultad de Medicina de La Universidad de La Habana en 1970 y en 1974 se extendió a todo el país.
En 1973, pasa a Segundo Vicerrector de la Universidad de La Habana y en 1974 al crearse la Vicerrectoría para la Educación Postgraduada y las Relaciones Internacionales, pasa a ocupar este cargo, siendo la primera vez que se desarrollaban estas actividades de forma centralizada, creando el marco funcional de trabajo de esta esfera que en los momentos actuales nos son tan comunes e inherentes a la dirección universitaria. En ese año 1974, estudió y propuso sustituir la categoría de Profesor Emeritus por la de Profesor de Mérito, elaborando las bases de ésta, las que fueron aprobadas en 1976 al constituirse el MES y que se mantienen en la actualidad para toda la Educación Superior.
En 1976, pasa a ser Decano de la Facultad de Medicina Número 1, radicada en su histórico Hospital Universitario Calixto García y perteneciente al recién creado Instituto Superior de Ciencias Médicas de La Habana (ISCM.H), siendo ratificado por el MES como Profesor Titular de Medicina.
En 1977, ocupa el cargo de Vicerrector Docente del ISCM.H, teniendo nuevamente un papel activo en el desarrollo del nuevo programa de estudios de Medicina que se inició en 1978 y en los programas de estudio de las especialidades de Medicina Interna y de Pediatría, siendo miembro del Consejo Técnico Asesor del Ministerio de Educación Superior desde 1979 y Presidente de la Comisión Permanente de Educación de los Profesores de la Salud desde 1980.
En 1982, paso a desempeñar las funciones de Vicerrector de Planes Programas y Desarrollo del Instituto Superior de Ciencias Médicas de La Habana , cargo que ocupó hasta su deceso.
La Cátedra Fidel Ilizástigui Dupuy Cátedra FID fue constituida mediante la Resolución Rectoral N.º 603 del 25 de mayo de 2009 del Rector de la Universidad de Ciencias Médica de La Habana [UCM-H.], Dr. Jorge González Pérez, como homenaje y reconocimiento a la obra del destacado maestro, quien con una larga y fecunda trayectoria en el campo de la ciencia y educación médicas ha constituido un verdadero paradigma formativo para los profesionales cubanos de la salud.

## Campo Investigativo

### El diagnóstico médico
En el campo investigativo se dedicó a estudiar el diagnóstico médico. Así describió la esencia del diagnóstico médico en su trabajo, El método clínico: muerte y resurrección: “El diagnóstico médico debe incluir no sólo la lesión anatómica, por muy importante que ella sea, sino también al sujeto portador de la enfermedad. Separar la "patología" de la "dolencia" es una forma pragmática de resolver el problema. Esta antinomia no es posible resolverla tan superficialmente. No se trata de explicar la sintomatología clínica de origen social y psicológico, sino de comprender y entender las esperanzas, los miedos, los temores y preocupaciones que surgen en el paciente durante su enfermedad. Se necesita no sólo ciencia biomédica, sino también humana. Se necesita ambos diagnósticos investigativamente, con sofisticación, técnica y sensibilidad humana”.
El profesor Fidel Ilizástigui Dupuy fue miembro de la Academia de Ciencias de Cuba en el periodo de 1998 hasta 2002.
El compendio de artículos originales y documentos con autoría del Prof. Dr. Fidel Ilizástigui Dupuy ha sido recuperados en formato digital y ordenados cronológicamente. En los casos donde fue posible, se enlazaron a la fuente original de la publicación; en otros casos se recuperaron los documentos e informes anteriormente publicados en formato impreso o los manuscritos inéditos.

## Condecoraciones
El profesor Fidel Ilizástigui Dupuy ostenta, entre otras, las siguientes condecoraciones y distinciones:
- Diploma Por los 270 Años de la Educación Médica Superior.

- Diploma Por la Dignidad Universitaria.

- Distinción por la Educación Cubana.

- Medalla “José Tey”.

- Medalla “Manuel Fajardo”.

- Medalla 250 Aniversario de la Universidad de La Habana.

- Orden “Carlos J. Finlay”.

- Orden Nacional “Frank País”.

## Vida personal
Fidel Enrique Ilizástigui Dupuy nació el 23 de marzo de 1924, en el Central San Antonio en el Municipio de Jamaica, Provincia de Oriente, hoy Central Manuel Tames de la Provincia de Guantánamo, en el seno de una humilde familia obrera. Su padre fue carpintero y su madre, ama de casa, por lo que vivían en una situación precaria al ser siete hermanos y estar expuestos a los períodos muerto de la actividad azucarera de aquellos tiempos.
A los ocho años, es enviado a vivir con un tío político, de posición acomodada, quien contribuyó económicamente a los gastos de sus futuros estudios. Realizó los correspondientes a la Enseñanza Primaria en escuelas públicas y privadas del Central San Antonio. En 1936, se trasladan a vivir a Guantánamo, donde cursa la Enseñanza Secundaria en la escuela intermedia y superior de esa ciudad y en ambos niveles obtendría el primer expediente del curso.
La Enseñanza Preuniversitaria la realizó en el Instituto de Segunda Enseñanza de Guantánamo, entre 1939 y 1944, y se graduó en este último año de Bachiller en Ciencias y Letras con el grado de Sobresaliente y Primer Expediente de su curso.
En 1944, se traslada a la Capital y matricula en la Facultad de Medicina de la Universidad de La Habana y se gradúa de Doctor en Medicina el 17 de octubre de 1951. Desde el inicio de la Carrera , tuvo inclinaciones docentes, por lo que fue alumno ayudante de la Cátedra de Bacteriología, entre 1945 y 1946, y pasó con igual categoría a la Cátedra de Patología Médica con su Clínica de 1946 a 1951, definiéndose ya el extraordinario Internista que alcanzaría a formarse en breve tiempo.
Mientras cursaba estudios en la Universidad de La Habana conoció y se casó con la entonces estudiante de filosofía y letras, la más tarde reconocida Dra. Noemí Pérez Valdés con quien compartió casi 60 anos de vida matrimonial y labor intelectual.